# Александријски сабори
Александријски сабори су помесни (локални) сабори Александријске патријаршије.

## 3. век
Први познате сабор у Александрији сазвао је у првој половини 3. века епископ Димитрије ради изобличавања Оригенове јереси.

## 4. век
- 306. године Сабор против Мелетијеве јереси
- 320. године - против Арија[1];
- око 323. године – против Колуфа у присуству епископа Осије
- 339. године – у одбрану Атанасија Великог,
- 346. године – за потврду канона Сардичког сабора[2],
- 361., 362. и 363. године – у случају. аријанаца[3][4],
- 399. под Теофилом – против оригениста.

## 5. век
Најважнији је био сабор 430. године, одржан под светог Кирила Александријског у случају Несторија; уследио је сабор који је сазвао епископ Протерије да објави одлуке Четвртог Васељенског сабора и да осуди Тимотеја Елура, који је 476. године сазвао лажни сабор са супротним захтевима. Затим је новоизабрани Јован Талаја сазвао сабор 481. године, који је издао своје поруке које се тичу међусобног општења; Против њега је одржан јеретички сабор Петра Монге 482. године. 489. године, под архиепископом Евлогијем, одржан је верски скуп, који се, међутим, не може сматрати сабором.

## 7. век
Године 633. монотелитски патријарх Кир је сазвао сабор за уједињење Теодосијанаца са православнима.

## Остали сабори
О каснијим александријским саборима нема довољно података, иако се поуздано зна да је још неколико њих одржано. Они, због тога више немају општи црквени интерес.